# Коџики
Коџики (古事記, "Записи древних збивања") је прва записана књига у Јапану на основу усменог предања, а забележио је 712. године О-но-Јасумаро.
Уводни текст нас упознаје са тим у каквим околностима је дело настало. У погледу предања, тежи се чувању верзија које би доказивале легитимност новог цара (О-ама), а одбацују се оне које то не могу. Тенму О-ама по победи над Отомом (сином његовог брата, цара Тенџи), решава да од постојећих текстова среди и сачува само битне верзије по њега.
У првој фази састављања, Тенму О-ама позива казивача и моли га да упамти све „легитимне“ верзије (неки историчари тврде да је тај казивач била жена, чему иде у прилог и чињеница да су жене-шаманке у старојапанској култури углавном биле оне које чувају „божије речи“). Тај казивач Хиједа-но-Аре, памти текст како је цар наредио. Већ 711. године царица Генмеј позива дворског учењака О-но-Јасумаро-а да све забележи, што ће он и учинити већ следеће 712. године.
У уводном тексту коришћен је чисти кинески стил, а остало је мешано. О-но-Јасумаро је желео да сачува јапански језички дух и ритам, тј. стил, из казивачког причања. То је било могуће коришћењем кинеског писма у измењеном облику, тј. једино у сврху преноса њихове фонетске вредности а не и семантичке (Манјогана).
Коџики садржи три свитка (санкан):
1. Џокан - космогонијске приче (од времена настанка земље и неба па до времена цара Џинму-а). Историјски нису веродостојне будући изразито митолошке. Земљу ствара пар богова Изанаги и Изанами. Онда Аматерасу Омиками ствара небо.
2. Чукан - од цара Џинму-а до цара О-џин-а. Ту су углавном легендарне приче о одређеним јунацима као што је Јамато Такеру-но-Микото. Нема историјске вредности али као књижевно дело са око 110 песама, поред прозних делова, епски дочарава јапански дух и свет.
3. Генкан - од цара Нинтоку-а, па све до царице Сујко са више историјских прича, мање митологије; бави се временом људи, не богова.

Издвајају се две врсте текста:
1. Тејки - односи се на родослов саме царске породице
2. Хонџи - митолошке приче и легенде, не толико везане за родослов и политику